# Ernst Reicher (Schauspieler)

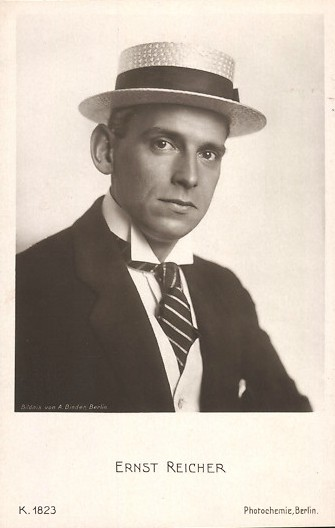
Ernst Reicher vor 1930 auf einer Fotografie von Alexander Binder

Ernst Erwin Reicher (* 19. September 1885 in Berlin; † 1. Mai 1936 in Prag) war ein deutscher Schauspieler, Drehbuchautor, Filmregisseur und Filmproduzent.

## Leben
Der Sohn des Schauspielers Emanuel Reicher und der Karoline Marie Johanna Harf besuchte das Landerziehungsheim Dr. Lietz in Ilsenburg und anschließend die Hochschule für dramatische Künste in Berlin, die sein Vater leitete. Nach weiterer Ausbildung in Italien und London debütierte er 1909 an den Münchner Kammerspielen. Im Jahr 1910 spielte er in Rixdorf, 1911 am Neuen Theater in Frankfurt und 1912 in Berlin erstmals beim Film.
Hier lernte er den Regisseur Joe May kennen, unter dessen Regie er 1913 in Heimat und Fremde zusammen mit seinem Vater auftrat und dadurch bekannt wurde. Kurz darauf verkörperte er in der Musiker-Biografie Richard Wagner den Märchenkönig Ludwig II. von Bayern.
Reichers erste Regiearbeit war 1913 der Film Das Werk.
Im Jahr 1914 erfand Ernst Reicher die Figur des Detektivs Stuart Webbs. In dieser Rolle stand er zwölf Jahre vor der Kamera und etablierte im deutschsprachigen Bereich das Genre des Detektivfilms. Nach Streit mit der Continental-Kunstfilm GmbH gründete Reicher 1915 seine eigene Produktionsfirma namens „Stuart Webbs Film-Company Reicher & Reicher“.
Stuart Webbs war ein Gentleman-Detektiv nach dem Vorbild von Sherlock Holmes, der smart und elegant auch schwierigste Fälle löste. Während des gesamten Ersten Weltkrieges war diese Kunstfigur beim deutschen Kinopublikum beliebt. Erst ab 1918 wandte Reicher sich auch anderen Themen zu. Seine aufwändigste Produktion wurde der Monumentalfilm Das Buch Esther mit ihm selbst in der Hauptrolle.
Am 1. April 1919 verlegte er den Sitz seiner Filmgesellschaft nach München. Zu Beginn der zwanziger Jahre erlitt er einen schweren Autounfall, bei dem er sich einen Wirbel- und Schädelbruch zuzog und beinahe 80 Prozent seines Hörvermögens verlor, was ihm verhinderte, seine früheren Erfolge bei Anbruch des Zeitalters der Tonfilme fortzusetzen, obwohl er durchaus noch einige Male auf der Leinwand erschien.
Nach der Machtübernahme der Nationalsozialisten emigrierte Reicher, der jüdischer Herkunft war, 1933 in die Tschechoslowakei, wo er in Vergessenheit geriet. Seine letzte, winzige Rolle in dem Remake Le Golem wurde aus der Endfassung herausgeschnitten. Er wurde tot in einem Prager Hotelzimmer aufgefunden, wo er sich erhängt hatte: „in einem kleinen engen Zimmerchen, in einer Straße gelegen, die weitab von den Bühnen des Ruhms war“.
Von 1916 bis 1923 war er mit der Schauspielerin Stella Harf verheiratet, von 1924 bis 1927 mit der Sängerin und Schauspielerin Alexa Engström und ab 1930 mit Susanne Fehl. Sein Halbbruder Frank Reicher und seine Schwester Hedwiga Reicher haben gleichfalls als Schauspieler gearbeitet.

## Filmografie (Auswahl)
- 1912: Vorgluten des Balkanbrandes (Darsteller)
- 1912: Erloschenes Licht (Darsteller)
- 1913: Ein Mädchen zu verschenken (Darsteller)
- 1913: Ein Ausgestoßener, 1. Teil (Darsteller)
- 1913: Zurückerobert (Darsteller)
- 1913: Richard Wagner (Darsteller)
- 1913: Heimat und Fremde (Darsteller)
- 1913: Das Werk (Buch und Regie)
- 1914: Die Statue (Buch und Regie)
- 1914: Die geheimnisvolle Villa (Buch, Darsteller)
- 1914: Der Mann im Keller (Buch, Darsteller)
- 1914: Der Spuk im Hause des Professors (Buch, Darsteller)
- 1914: Das Panzergewölbe (Darsteller, Co-Drehbuch, Co-Produktion)
- 1915: Eines Mannes Schatten (Buch, Darsteller, Regie, Produktion)
- 1915: Der gestreifte Domino (Darsteller, Produktion)
- 1915: Die Schloßfrau von Radomsk (Darsteller, Produktion)
- 1915: Die Toten erwachen (Darsteller, Produktion)
- 1915: Das Mitternachtsschiff (Darsteller, Produktion)
- 1916: Gräfin de Castro / Die Irre (Buch, Darsteller, Produktion)
- 1916: Der Brieföffner (Darsteller, Produktion)
- 1916: Der Hilferuf (Darsteller, Produktion)
- 1916: Die Reise ins Jenseits (Darsteller, Produktion)
- 1916: Die Peitsche (Darsteller, Produktion)
- 1916: Die Senatorwahl (Darsteller, Produktion)
- 1916: Die letzte derer von Skagen (Produktion)
- 1916: Der Amateur (Buch, Darsteller, Regie, Produktion)
- 1917: Wohltun trägt Zinsen (Produktion)
- 1917: Wenn's ihm zu wohl ist (Produktion)
- 1917: Das treibende Floß (Darsteller, Produktion)
- 1917: Der Todesstern (Darsteller, Produktion)
- 1917: Das Lichtsignal (Darsteller, Produktion)
- 1917: Die Diamantenstiftung (Darsteller, Produktion)
- 1917: Rauschgold (Produktion)
- 1917: Das Geschäft (Regie, Buch, Produktion)
- 1917: Die Pagode (Regie, Darsteller, Produktion)
- 1918: Der Stellvertreter (Darsteller, Produktion)
- 1918: Der rätselhafte Blick (Darsteller, Produktion)
- 1918: Die Geisterjagd (Darsteller, Produktion)
- 1918: Der Teufelswalzer (Darsteller, Produktion)
- 1918: Der Eisenbahnmarder (Darsteller, Produktion)
- 1918: Rolf kann alles (Produktion)
- 1918: In Vertretung (Produktion)
- 1918: Wie Rolf, das Pflänzchen (Produktion)
- 1918: Der Stier von Saldanha (Produktion)
- 1918: Die Fürstin von Beranien (Regie, Buch, Produktion)
- 1918: Hoheit Vater und Sohn / Wir sind von Gottes Gnaden (Regie, Produktion)
- 1919: Die Launen des Glücks (Regie, Darsteller, Produktion)
- 1919: Das Buch Esther (Regie, Co-Drehbuch, Darsteller, Produktion)
- 1919: Die geheimnisvollen Briefe (Darsteller, Produktion)
- 1919: Rolf als Mädchen für alles (Produktion)
- 1919: Das verschwundene Modell (Darsteller, Produktion)
- 1919: Lyas Flirt mit dem Heiligen (Regie)
- 1919: Die Brüder von Sankt Parasitus (Darsteller)
- 1919: Das Schloß am Abhang (Darsteller)
- 1920: Die graue Elster (Darsteller, Produktion)
- 1920: Die weiße Rose (Darsteller, Produktion)
- 1920: Der Sprung ins Dunkle (Regie, Buch, Darsteller, Produktion)
- 1920: Der Meister (Darsteller, Produktion)
- 1920: George Bully (Darsteller, Produktion)
- 1921: Der große Chef (Co-Drehbuch, Darsteller, Produktion)
- 1921: Die Camera obscura (Buch, Darsteller, Produktion)
- 1921: Das Rattenloch (Darsteller, Produktion)
- 1923: Im letzten Augenblick (Regie, Darsteller, Produktion)
- 1924: Die Perlen des Dr. Talmadge (Darsteller)
- 1924: Die malayische Dschonke (Darsteller)
- 1924: Das schöne Abenteuer (Darsteller)
- 1925: Das Geheimnis auf Schloß Elmshöh (Darsteller)
- 1925: Das Parfüm der Mrs. Worrington (Darsteller)
- 1925: Der Schuß im Pavillon (Darsteller)
- 1925: Das Geheimnis einer Stunde (Darsteller)
- 1926: Das Panzergewölbe (Darsteller)
- 1927: Der große Unbekannte (Darsteller)
- 1927: Das Geheimnis von Genf (Darsteller)
- 1928: Haus Nummer 17 (Darsteller)
- 1928: Hände hoch, hier Eddy Polo (Darsteller)
- 1929: Vertauschte Gesichter (Darsteller)
- 1930: Gigolo (Darsteller)
- 1931: Der Weg nach Rio (Darsteller)
- 1931: Das Lied der Nationen (Darsteller)
- 1931: Der Zinker (Darsteller)
- 1931: Der Raub der Mona Lisa (Darsteller)
- 1931: Eine Nacht im Grandhotel (Darsteller)
- 1932: Rasputin (Darsteller)
- 1933: Liebelei (Co-Produktionsleitung)
- 1935: Csardas
- 1936: Le Golem (Szene in der Endfassung nicht vorhanden)